# Nicolaas Johannes van der Lee

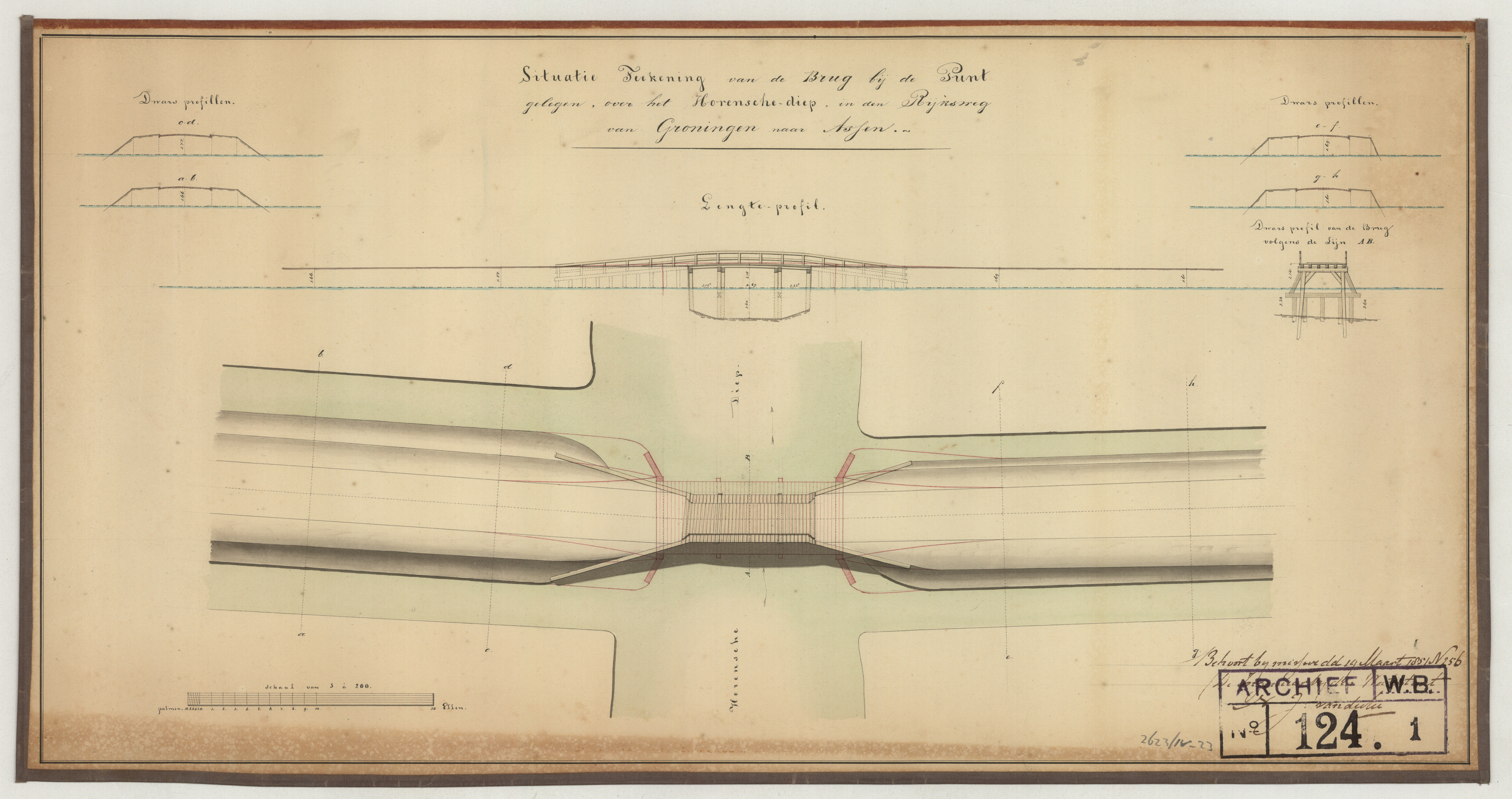
Ontwerp van de brug over het Hoornse Diep (straatweg Groningen-Assen) door Van der Lee (1851)

Nicolaas Johannes van der Lee  (Oudewater, 18 februari 1808 - Zwolle, 16 december 1878) was ingenieur bij de waterstaat. Hij werkte, na zijn opleiding aan de Artillerie- en Genieschool in Delft, als élève-aspirant vanaf 1828 onder J.A. Beijerinck aan de droogmaking van de Zuidplas. Daarna werkte hij onder ir. Grève aan de aanleg van het Kanaal door Voorne. In 1830 meldde hij zich als "vrijwilliger" aan voor de Tiendaagse Veldtocht.

## Spoorwegen
In 1835 werd hij aspirant ingenieur en in 1836 werd hij belast met het uitwerken van plannen voor de aanleg van een spoorlijn van Amsterdam naar de Duitse grens (de Rhijnspoorweg). In de periode 1838-1844 werkte hij op de standplaatsen Baambrugge en Nieuwer-Amstel onder leiding van Goudriaan en van Van der Kun aan deze spoorlijn. Na gereedkomen van deze sectie werd hij ingenieur van het oostelijk arrondissement Noord-Branbant, met standplaats Oosterhout. In 1845 werd de spoorlijn overgenomen door de Nederlandsche Rijnspoorweg-Maatschappij, waarvan hij directeur werd. Hij kreeg onenigheid et de commissarissen van de maatschappij, en keerde terug naar de Rijkswaterstaat.

## Groningen
Hij werd in 1850 geplaatst als arrondissementsingenieur in Groningen. Hij zocht naar aanvullend werk, omdat hij vond dat de taak van arrondissementsingenieur te licht was. In 1851 werd de grote verbouwing van het Academisch Ziekenhuis tot Algemeen Provinciaal, Stads- en Academisch Gasthuis aan de Munnekeholm in Groningen voor f. 25.900 aanbesteed. Van der Lee was verantwoordelijk voor het ontwerp van de verbouwing. 
Maar hij wilde toch meer werk in de private sector doen, en hij richtte met notaris mr. A.J. van Royen uit Onderdendam een sleepdienst op voor het slepen van schepen vanuit Groningen via Zoutkamp naar zee. In maart 1852 werd de concessie op naam gesteld van de Groningsche Stoomsleep-Maatschappij, waar Van der Lee bestuurder van werd. In die functie schreef hij in 1853  een brochure over de verbetering van het Reitdiep voor de scheepvaart. Volgens hem zou dit plan maar 10% kosten van het plan van ir. J.A. van Essen (zijn directe chef) om het Damsterdiep te verbeteren. Volgens Van der Lee was dat plan te gericht op het particulier belang van Van Essen, en toen Van der Lee tijdelijk diens functie moest waarnemen maakte hij van de gelegenheid gebruik om Van Essen te beschuldigen bij de minister. Dit leidde ertoe dat Van Essen ontslagen werd. Maar om politieke redenen werd Van der Lee in 1854 overgeplaatst naar Deventer (gezien het voorafgaande kwam hij niet in aanmerking om de positie van Van Essen over te nemen). 

## Overijssel
In 1856 zou hij volgens de anciënniteitsregels van de waterstaat benoemd moeten worden tot hoofdingenieur in Overijssel. Maar gezien het gedoe met Van Essen ging dat niet door, en werd hij als Ingenieur belast met de taak van  hoofdingenieur. Hij was onder andere belast met de verbetering van de bevaarbaarheid van de IJssel tot in de Zuiderzee en de verlenging van de leidammen van het Keteldiep. Ook het eiland Schokland en de daarop gelegen haven Emmeloord vielen onder zijn verantwoordelijkheid. Na de ontruiming van Schokland in 1859 wilde Rijkswaterstaat de haven ontmantelen. Van der Lee wilde, ondersteunt door Leendert den Berger en Christiaan Brunings de helft van het eiland Schokland prijsgeven; men vond de kosten om de haven te handhaven te hoog.
Hij was lid van de commissie (toen raad van de waterstaat genoemd) tot onderzoek van het plan-Beijerinck tot droogmaking van het zuidelijk deel van de Zuiderzee.

## Sociaal
Nast zijn technisch werk is Van der Lee als hoofdingenieur heeft hij op sociaal gebied ook belangrijke zaken kunnen regelen. Hij heeft bij brief van 25 mei 1866 aan de commissarissen van het weduwenfonds der ingenieurs van den waterstaat uiteengezet, dat het gewenst en billijk was, dat ook voor de opzichters van de waterstaat een dergelijk fonds gevormd werd. Een dergelijk fonds is inderdaad opgericht. Dit fonds, werd net als het weduwenfonds der ingenieurs gefinancierd uit een opslag op de aanbestedingssommen van rijkswerk.    
- Biografisch Portaal: 66470018
- International Standard Name Identifier: 0000 0003 8966 6062
- Virtual International Authority File: 283118845